# Groupe Nervia
Le groupe Nervia, fondé à l’instigation de l’assureur Léon Eeckman et des peintres Anto Carte et Louis Buisseret en 1928, est un cercle artistique qui se donne comme objectif, par son soutien à de jeunes artistes hennuyers de qualité, de valoriser l’art wallon, estompé par l’expressionnisme flamand de Laethem-Saint-Martin.
Le nom fait référence aux Nerviens, le peuple gaulois qui s'opposait à Jules César.
Nervia comptera neuf peintres :  Anto Carte, Louis Buisseret, Frans Depooter, Léon Devos, Léon Navez, Pierre Paulus, Rodolphe Strebelle, Taf Wallet et Jean Winance.

## Style
Leur art se veut d’essence latine, et est plus réaliste, plus lyrique et plus intimiste que celui de leurs voisins du nord ; ils ont qualités techniques, refusent l’avant-garde à tout prix, ont beaucoup étudié d’autres artistes et expriment une forme de néo-humanisme à travers des sujets tirés de la vie quotidienne et familiale, traités avec harmonie et idéalisme.

## Expositions et rétrospectives
Entre 1928 et 1938, vingt expositions sont organisées ; d’autres artistes seront invités (Andrée Bosquet, Gustave Camus, Alphonse Darville, Élisabeth Ivanovsky, Geo Verbanck, Fernand Wéry et Ernest Wynants). Nervia se distingue au Salon de Gand en 1933 et en 1938 et participe avec succès au premier Congrès Culturel Wallon à Charleroi. Sept autres expositions seront encore organisées entre 1946 et 1978, dont l’une itinérante, à l’occasion du cinquantième anniversaire de la création du groupe.
Le Groupe Nervia est encore mis à l’honneur par une rétrospective au Musée des Beaux-Arts de Mons en 2002 et par le musée d'Ixelles en 2015.